# Resolutie 286 Veiligheidsraad Verenigde Naties
Resolutie 286 van de Veiligheidsraad van de Verenigde Naties werd op 9 september 1970 zonder stemming aangenomen op de 1552e Veiligheidsraadsvergadering.

## Achtergrond
Op 6 september 1970 werden vier passagiersvliegtuigen gekaapt door leden van de Palestijnse Bevrijdingsorganisatie. Drie ervan werden naar een klein vliegveld in de Jordaanse woestijn afgeleid. Het vierde vliegtuig werd naar de Egyptische hoofdstad Caïro afgeleid. Een poging om nog een vijfde vliegtuig te kapen mislukte.
De meeste van de 310 gegijzelden werden op 11 september vrijgelaten. De 56 overige kwamen na een overeenkomst op 30 september vrij.

## Inhoud
De Veiligheidsraad was erg bezorgd door de bedreiging van onschuldige burgerlevens door de kaping van vliegtuigen en andere verstoring van het internationaal vervoer. Er werd een oproep gedaan aan alle betrokken partijen om de passagiers en bemanning onmiddellijk vrij te laten. De Veiligheidsraad riep tevens landen op al het mogelijke te doen om te voorkomen dat er nog meer kapingen zouden plaatsvinden.
Lijst ·  276 ·  277 ·  278 ·  279 ·  280 ·  281 ·  282 ·  283 ·  284 ·  285 ·  286 ·  287 ·  288 ·  289 ·  290 ·  291